# Harold G. Hoffman
Harold Giles Hoffman (* 7. Februar 1896 in South Amboy, New Jersey; † 4. Juni 1954 in New York City) war ein US-amerikanischer Politiker (Republikanische Partei). Von 1935 bis 1938 war er Gouverneur des Bundesstaates New Jersey.

## Frühe Jahre und politischer Aufstieg
Harold Hoffman besuchte bis 1913 die Highschool in South Amboy. Danach wurde er im Zeitungswesen tätig. Im Ersten Weltkrieg diente er als Captain im dritten Regiment der „New Jersey Infantry“. Nach dem Krieg wurde er Bankkaufmann und später Präsident der „South Amboy Trust Company“.
Hoffman wurde Mitglied der Republikanischen Partei. Zwischen 1920 und 1925 war er Kämmerer der Stadt South Amboy und von 1923 bis 1924 saß er auch als Abgeordneter in der New Jersey General Assembly. Anschließend war er zwei Jahre lang Bürgermeister von South Amboy. Von 1927 bis 1931 gehörte er als Abgeordneter dem Repräsentantenhaus der Vereinigten Staaten an. Danach war er bis 1935 Verkehrsbeauftragter des Staates New Jersey (Motor Vehicle Commissioner). Im Jahr 1936 nahm er als Delegierter an der Republican National Convention in Cleveland teil, auf der Alf Landon als Präsidentschaftskandidat nominiert wurde. Auch in New Jersey war er von 1934 bis 1937 alljährlich auf den regionalen Parteitagen seiner Partei.

## Gouverneur von New Jersey
Am 6. November 1934 wurde Hoffman als Kandidat seiner Partei zum Gouverneur seines Staates gewählt, in das er am 15. Januar 1935 eingeführt wurde. In seiner dreijährigen Amtszeit wurde der Verkehrsausschuss abgeschafft und durch einen einzigen Verkehrsbeauftragten ersetzt. Gleichzeitig wurde ein neuer Ausschuss zur Beratung der Banken (Banking advisory Board) geschaffen. Eine weitere Neuerung war die Gründung der „State Compensation Commission“, eine staatliche Ausgleichs- bzw. Abfindungskommission.

## Weiterer Lebenslauf
Nach Ablauf seiner Amtszeit am 18. Januar 1938 wurde Hoffman Leiter der Arbeitslosenversicherungskommission (Unemployment Compensation Commission). Dieses Amt übte er von 1938 bis 1942 und später nochmals von 1946 bis 1954 aus. In diesem Amt kam es aber zu Unregelmäßigkeiten und zu Geldunterschlagungen, die ihm angelastet wurden. Der damalige Gouverneur Robert B. Meyner deckte die Angelegenheit auf und entließ Hoffman aus seinem Amt. Während des Zweiten Weltkrieges war Hoffman zunächst Major in einer Transporteinheit. Später stieg er bis zum Oberstleutnant auf. Gouverneur Hoffman veröffentlichte auch einige Bücher. Er starb im Juni 1954. Mit seiner Frau Lillie Moss hatte er drei Kinder.